# Fracción la Ceiba
Fracción la Ceiba är en ort i Mexiko.   Den ligger i kommunen Tapachula och delstaten Chiapas, i den sydöstra delen av landet, 900 km sydost om huvudstaden Mexico City. Fracción la Ceiba ligger 474 meter över havet och antalet invånare är 189.
Terrängen runt Fracción la Ceiba är huvudsakligen kuperad, men åt sydost är den platt. Runt Fracción la Ceiba är det tätbefolkat, med 397 invånare per kvadratkilometer. Närmaste större samhälle är Tapachula, 14,8 km söder om Fracción la Ceiba. I omgivningarna runt Fracción la Ceiba växer huvudsakligen savannskog.